# Szent Katalin-kapuív
A Szent Katalin-kapuív Antigua Guatemala városának egyik jelképe. A 17. század végén építették abból a célból, hogy a benne található folyosón keresztül az utca két oldalán található két kolostorrész között zavartalanul közlekedhessenek azok az apácák, akiknek nem volt szabad a nyilvánosság előtt mutatkozniuk.

## Története
A 17. században Antigua Guatemala az akkori Guatemala fővárosa volt Santiago de los Caballeros néven. Az első kolostor, a Concepción ebben a században már kicsinek bizonyult a növekvő számú apáca számára, ezért a város vezetése kijelölt egy területet a főtértől két saroknyira északra, ahol felépült a Szent Katalin-kolostor. Amikor azonban ezt is bővíteni szerették volna, nem volt más lehetőség, mint Juan de Alarcón és Francisco de Contreras az utca túloldalán levő tulajdonát megvásárolni, és ott építkezni. A bent lakó apácák azonban nem mutatkozhattak a nyilvánosság előtt, ezért valamit ki kellett találni arra, hogy ők is átjuthassanak az egyik épületből a másikba: született olyan terv is, hogy földalatti alagutat építenek, végül egy kapuív mellett döntöttek, amelynek tetején zárt, ablak nélküli folyosó vezet át az utca fölött. Az építkezés 1693-ban kezdődött, és a következő évben fejeződött be. Bár az idők során a földrengésekben (például a várost elpusztító 1773-as rengésben) többször megrongálódott, szerkezetileg ma is kiváló állapotban van. 1890-ben egy kis tornyot építettek a tetejére, ahova egy francia gyártmányú, Lamy Amp Lacroix-órát helyeztek el. Ez a kapuív mindkét oldalán mutatja az időt. Bár a szerkezet az 1976-os földrengésben súlyos károkat szenvedett, és 15 évig nem működött, ezután kijavították. A kolostor helyén ma szálloda működik.
A kapuív annyira jellegzetes építmény, hogy miután a főváros a mai Guatemalavárosba költözött, az ottani Posta- és Távírópalota építésekor is felhasználták motívumként.

## Képek

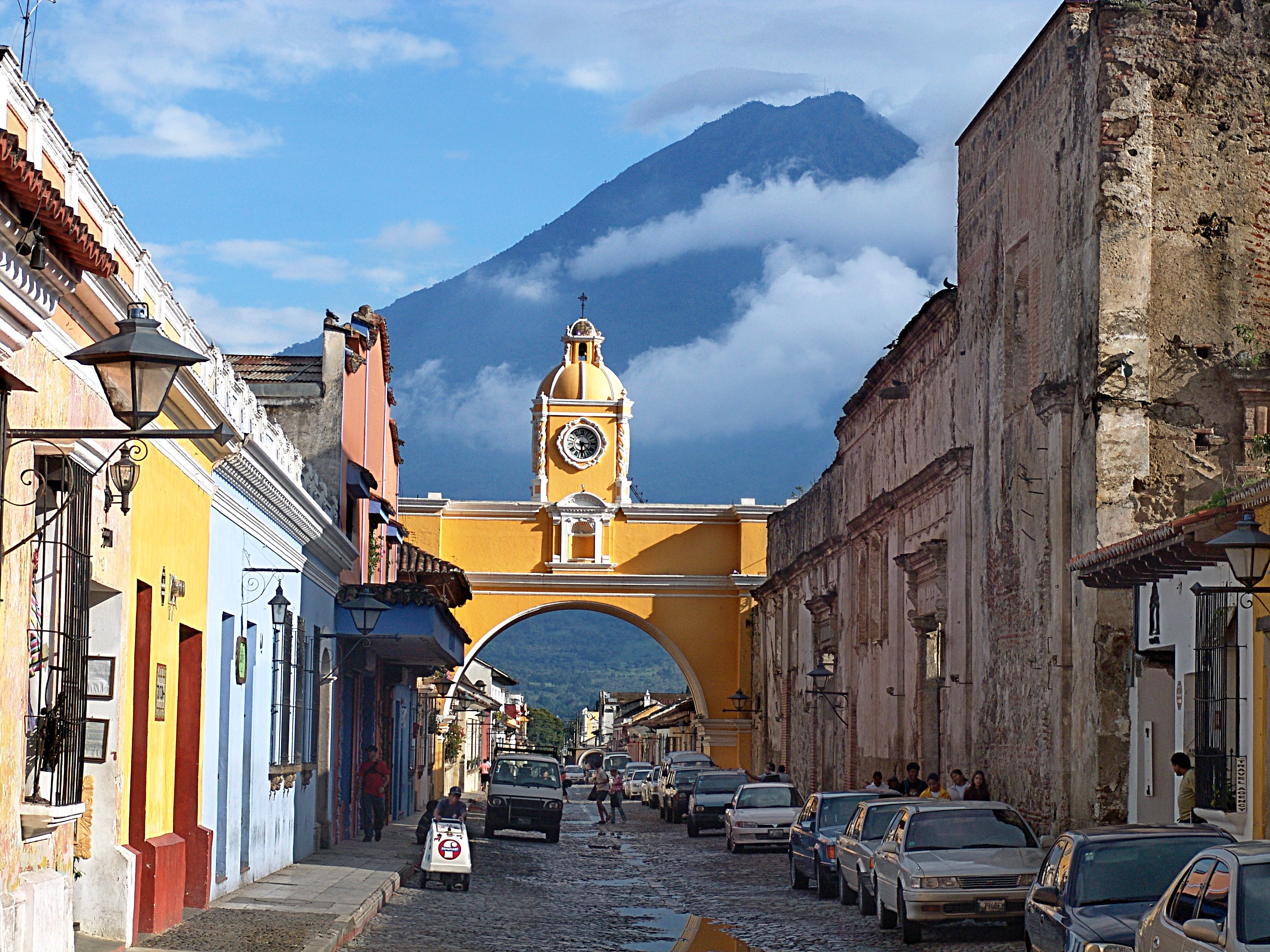
A kapuív, háttérben az Agua tűzhányóval
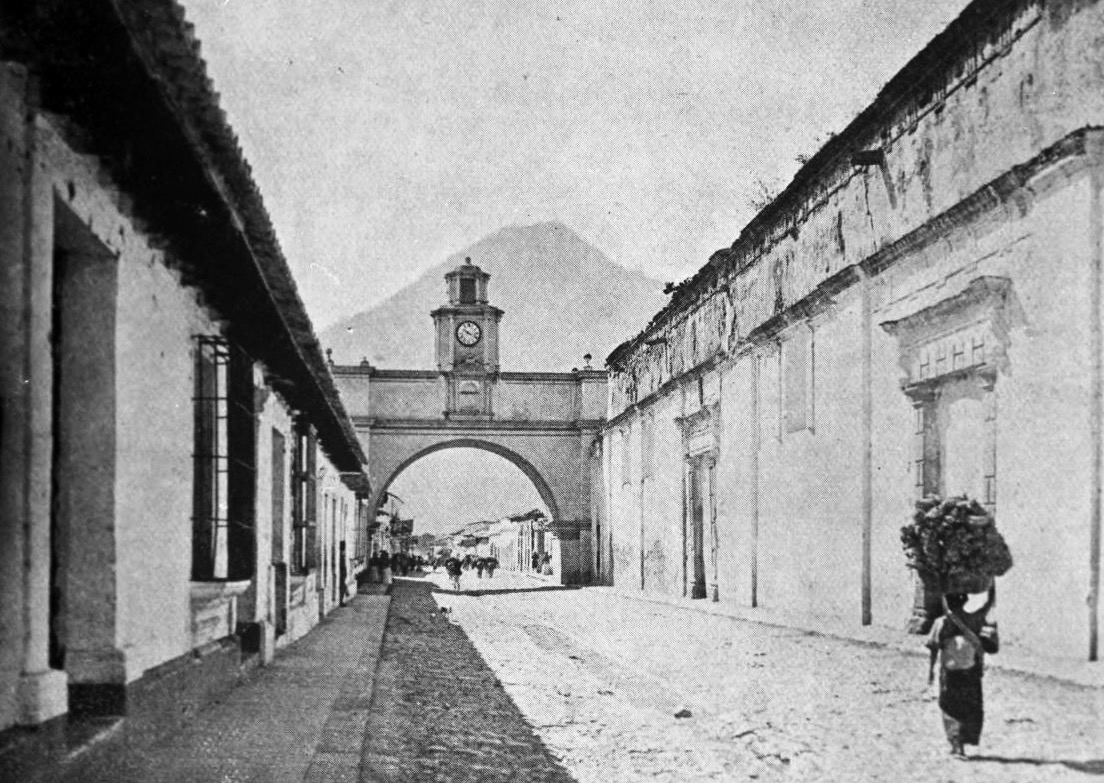
Az építmény a 19. század végén
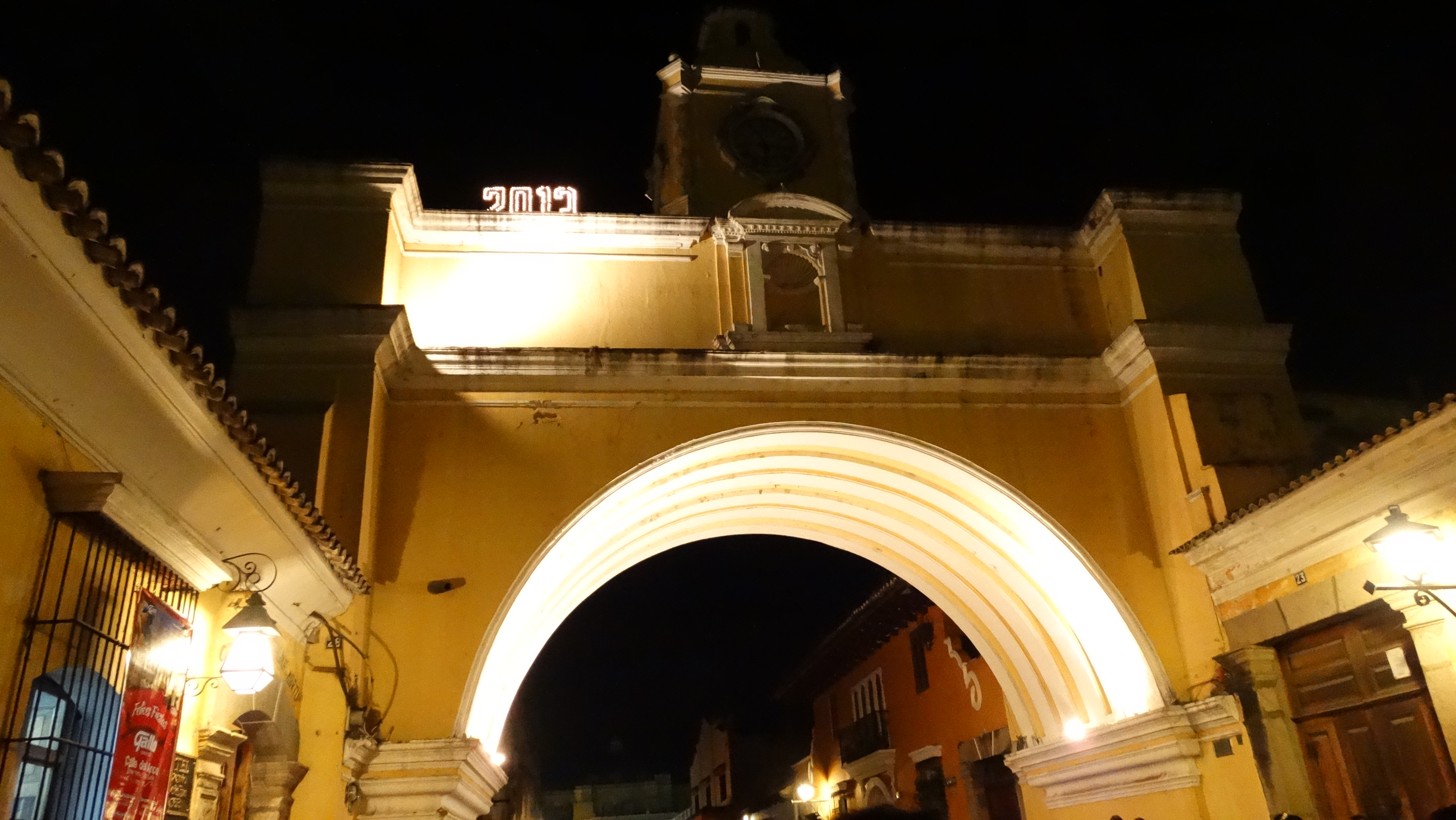
Esti megvilágításban
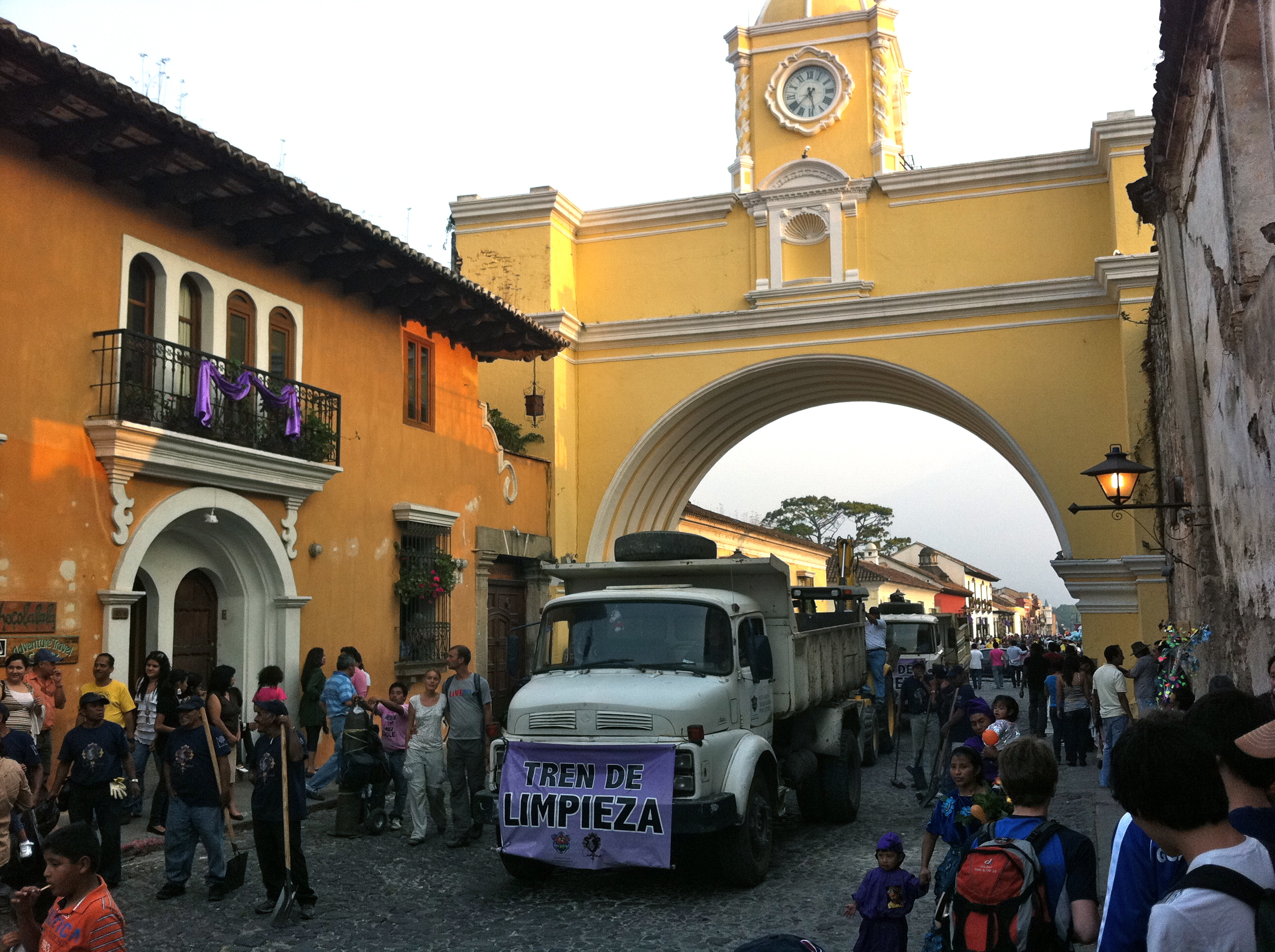
Vallási ünnepély a kapunál